# Promyka zlatá
Promyka zlatá (Herpestes auropunctatus / Urva auropunctata) je druh promyky pocházející z Iráku a severní Indie. 
Byl také vysazen na několik karibských a tichomořských ostrovů nebo do Chorvatska. V těchto státech se však silně rozšířil a jako invazní druh ohrožuje některé původní místní druhy. Promyka zlatá tak byla zařazena na seznam 100 nejhorších invazních druhů světa.

## Taxonomie
v roce 1836 navrhl Brian H. Hodgson pro mangustu z centrálního Nepálu vědecký název Mangusta auropunctata. Během 19. a 20. století bylo popsáno několik dalších exemplářů:
- Mangusta pallipes, název navrhl Edward Blyth v roce 1845 pro mangusty pozorované v Kandaháru v Afghánistánu.[3]
- Herpestes palustris, název navrhl R. K. Ghose v roce 1965 pro samce promyky z Kalkaty v Indii.

## Charakteristika

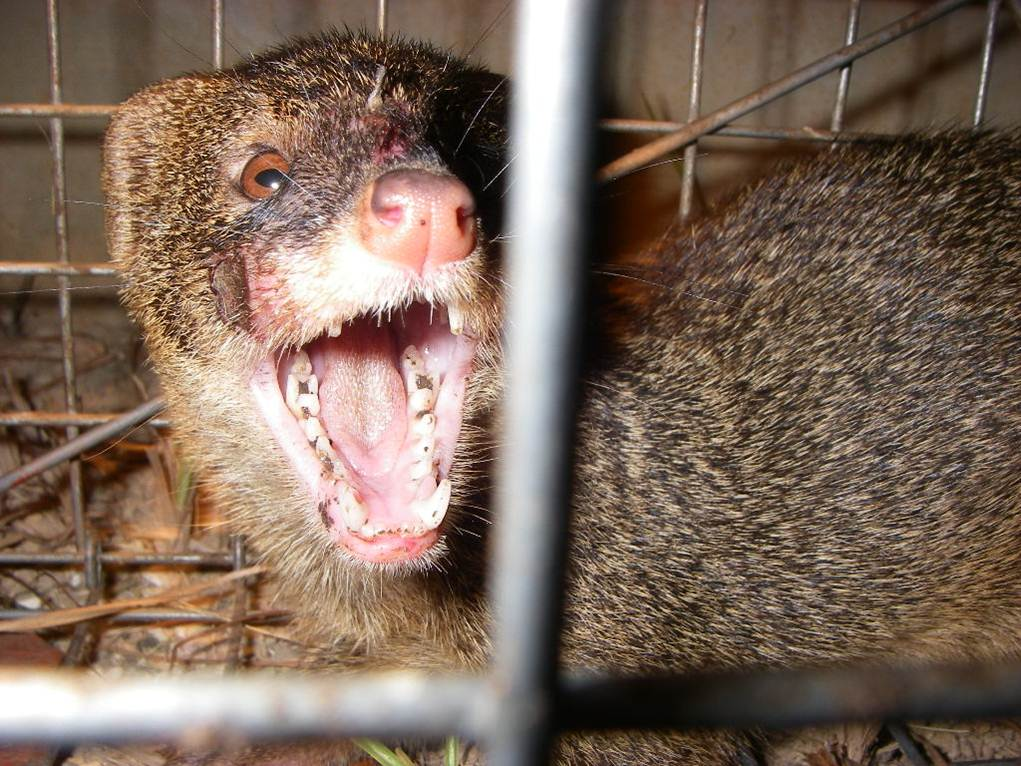

Promyka zlatá má štíhlé tělo a protáhlou hlavu se špičatým čenichem. Délka hlavy a těla je 51–67 cm. Uši jsou krátké. Nohy mají pět prstů a dlouhé drápy. Pohlaví se liší velikostí, samci mají širší hlavu a větší tělo.

## Rozšíření a biotop
Promyka zlatá je rozšířena od Iráku přes jihovýchodní Írán, Afghánistán, Pákistán, Indii, Nepál, Bhútán, Bangladéš po Myanmar. Byla vysazena nebo se rozšířila do několika evropských zemí, na ostrovy v Karibském moři, Indickém a Tichém oceánu a na Okinawu v jižním Japonsku. Žije v nadmořských výškách až 2,100 m.

### Introdukce do Karibiku
V roce 1872 bylo na Jamajku z Indie přivezeno devět promyk zlatých, aby regulovaly výskyt krys (Rattus rattus) a potkanů (R. norvegicus) na plantážích cukrové třtiny. Rozmnožily se během několika měsíců.
V 19. století byly na mnoha tichomořských ostrovech, jako je Havaj nebo Fidži, založeny plantáže cukrové třtiny. Ty přitahovaly krysy, což způsobovalo rozsáhlé neúrody a ztráty. Pokusy vysadit v roce 1870 na Trinidadu promyku zlatou kvůli hubení krys nebyly úspěšné. Od roku 1870 byla vysazena k ochraně úrody na všech ostrovech Velkých Antil včetně Kuby, Hispanioly, Jamajky, Portorika nebo Svatého Kříže.
Toto zavlečení mělo negativní dopad na původní faunu. Značně poklesl počet populací endemických plazů, např. leguána zeleného (Iguana iguana). Ještěrka zemní (Ameiva polops) byla v roce 1962 na ostrově Sv. Kříž vyhubena. Postiženi byli pravděpodobně také ptáci hnízdící na zemi, suchozemští skalní leguáni a drobní savci jako hutie a štětinatci. Na mnoha karibských ostrovech po vysazení promyk z velké části vymizeli původní hadi. Přinejmenším jeden druh hada na Sv. Kříži může být již vyhynulý.

### Vysazení na Havaj
Potomci jamajských promyk zlatých byli přepravováni na plantáže na jiných ostrovech. Důvodem byla zprávy z počátku 20. století, že promyky jsou efektivním nástrojem snižování počtu krys, myší a hmyzu. Promyky však také lovily původní ptáky, kteří se zde vyvinuli v nepřítomnosti savčích predátorů. Promyky také napadaly hnízda karet obrovských a konzumovaly vejce i želví mláďata.

### Vysazení na Okinawu
Promyka zlatá byla vysazena na ostrově Okinawa v roce 1910 a na ostrov Amami Óšima v roce 1979 ve snaze snížit výskyt jedovaté zmije Protobothrops flavoviridis a dalších živočichů považovaných za „škůdce“; od té doby se zde promyka sama stala škůdcem.

### Vysazení na ostrovy Dalmácie
Na rozkaz rakousko-uherského ministerstva zemědělství byla promyka zlatá v roce 1910 vysazena na ostrov Mljet ve střední Dalmácii. V letech 1921 až 1927 byly promyky introdukovány na Korčulu, Pelješac, Brač a Šoltu. Populace zmije růžkaté (Vipera ammodytes) se na těchto místech za 20 let výrazně snížila a promyky začaly více lovit domácí a stěhovavé ptáky a také drůbež. Kolem roku 1970 promyky osídlily Hvar a rychle se šířily. Na Brači a Šoltě se neudržely, ale objevily se na ostrově Čiovo. Promyka je zde považována za škůdce, ale ani nabízené odměny, ani vysazení divokých prasat na ostrov ke snížení její populace nepomohly.